# La Horgne
La Horgne är en kommun i departementet Ardennes i regionen Grand Est (tidigare regionen Champagne-Ardenne) i nordöstra Frankrike. Kommunen ligger  i kantonen Omont som ligger i arrondissementet Charleville-Mézières. År 2022 hade La Horgne 152 invånare.

## Befolkningsutveckling
Antalet invånare i kommunen La Horgne
Referens: INSEE